# Dororo (film)
Pour les articles homonymes, voir Dororo.
Pour plus de détails, voir Fiche technique et Distribution.
Dororo (どろろ, Dororo) est un film japonais réalisé par Akihiko Shiota en 2007.
Le film est une adaptation du manga Dororo créé par Osamu Tezuka.
En France, le film est sorti en DTV en 2009 chez Kazé.

## Synopsis
Après la guerre contre la famille Kanayama, Kagemitsu Daigo arrive au Pavillon de l'Enfer et fait un pacte avec 48 démons contre 48 parties du corps de son futur fils afin de conquérir le monde. Après sa naissance, ses parents tentent de le tuer mais l'abandonne finalement sur les courants de la rivière. Un médecin le trouve, l'adopte et lui apprend à se battre plus tard, en plaçant des lames à l'intérieur de ses faux bras.
Quelques années, le vieil homme meurt. Hyakkimaru part alors à la recherche des autres démons afin de retrouver les parties de son corps sacrifiés, un par un. Pendant son trajet, il rencontre une personne se faisant appeler Dororo, ayant perdu ses parents (tués par la famille Daigo), qui décide de suivre Hyakkimaru.

## Personnages
Hyakkimaru
Un jeune garçon recherchant les 48 parties de son corps. Depuis sa naissance, son physique était monstrueux jusqu'à ce que le médecin l'adopte et recréer les parties manquant de son corps. (Bras, jambes, corde vocal, oreilles, poumons, etc.)
Dororo
Un voleur sans nom, son père est mort, tué par l'armée de la famille Daigo et sa mère mourant de froid. Curieux,il décide d'aider Hyakkimaru.
Kagemitsu Daigo
Roi de l'armée Daigo, époux de Yori, père de Hyakkimaru et de Taomaru.
Yori Daigo
Femme de Kagemitsu. C'est elle qui a renoncé à tuer son premier enfant et à l'abandonner
Taomaru Daigo
Fils cadet de Kagemitsu et Yori. C'est le frère cadet de Hyakkimaru.

## Fiche technique
- Titre : Dororo
- Titre original : どろろ
- Réalisation : Akihiko Shiota
- Scénario : Masa Nakamura, Akihiko Shiota, d'après le manga Dororo d'Osamu Tezuka
- Production : Takashi Hirano
- Pays d'origine : Japon
- Genre : Chanbara, Action
- Dates de sortie :
  -  : 6 juin 2007
  -  : 15 mars 2007
  -  : 23 mars 2007
  -  : 7 juin 2007
  -  : 25 octobre 2007
  -  : 28 octobre 2007 (festival du film asiatique de Munich)
  -  : 22 juin 2007 (festival du film asiatique de New-York)

## Distribution
- Satoshi Tsumabuki : Hyakkimaru
- Ko Shibasaki : Dororo/Kô Shibasaki
- Kiichi Nakai : Kagemitsu Daigo
- Yoshio Harada : Jukai
- Eita : Tahomaru
- Mieko Harada : Yuri
- Katsuo Nakamura : Bipa